# Liechtensteiner Meister im Strassenrennen
Die Liechtensteiner Meister werden bei Strassenrennen im Radsport ermittelt. Dem Sieger des Wettbewerbes wird für ein Jahr der Titel eines Liechtensteiner Meisters zuerkannt und er erhält ein spezielles Meistertrikot in den Landesfarben Liechtensteins.

## Geschichte
Nach der Gründung der ersten Liechtensteiner Radsportvereine, dem „Radfahrerverein des Fürstentum Liechtenstein“ und dem „Radfahrerclub Liechtensteiner Schwalben Bendern“, im Jahr 1898 dauerte es noch bis zum Jahr 1937 ehe die erste eigene Landesmeisterschaft ausgetragen wurde. Erst 1936 wurde der Landessportverband gegründet, der neben dem Radsport auch für andere Sportarten wie Fußball, Turnen und Leichtathletik sowie weitere zuständig war. Erster Meister der Radsportler wurde auf einem Kurs rund um die Gemeinde Schaan der aus Schaan stammende Radrennfahrer Robert Jehle. Bei den Tourenfahrern gewann Adolf Marxer, ein Bruder von Alfred Marxer, der später ebenfalls Radrennfahrer und erster Berufssportler des Landes (in den USA) wurde.  In den folgenden Jahren entstanden weitere Radsportvereine und auch regelmäßig veranstaltete Radrennen. 1950 wurde der Liechtensteiner Radfahrverband  als Dachverband aller Radvereine (damals existierten die Vereine RV Schaan und VC Vaduz) gegründet und seitdem werden Liechtensteiner Meisterschaften im Strassenrennen relativ kontinuierlich ausgerichtet. Die Liechtensteiner Meisterschaften im Strassenrennen fanden nicht in jedem Jahr und in unregelmäßigen Abständen und unterschiedlichen Formen statt. Es wurden eine Zeit lang eigene Meisterschaftsrennen veranstaltet, später wurden die Meister auch in Radrennen wie der Schellenberg-Rundfahrt ermittelt, wobei der Titel an den bestplatzierten Liechtensteiner Fahrer ging.  Einige Jahre, von 1987 bis 1994, wurde der Meister durch Teilnahme an der gemeinsamen Meisterschaft der Berufsfahrer aus der Bundesrepublik Deutschland, Luxemburg und der Schweiz („Drei-Nationen-Meisterschaft“)  ermittelt.

## Die Meister
Die bisherigen Meister (soweit bekannt) waren:
- 1937 Robert Jehle
- 1951, 1954, 1958 Alois Lampert
- 1953 Ewald Hasler
- 1974, 1975, 1980 Roman Hermann, er wurde zwischen 1974 und 1996 neunmal Liechtensteiner Meister[1]
- 1976, 1979, 1981, 1982 Ewald Wolf[5]
- 1978 Martin Hardegger
- 1983, 1984, 1989, 1991 Andrea Clavadetscher, insgesamt war er sieben Mal Landesmeister[6]
- 1987 Sigmund Hermann
- 1990 Elmar Ritter
- 1992 Patrick Matt
- 2002 Rafael Bayer
- 2005 Christian Frommelt
- 2006 bis 2008 Dimitri Jiriakov
- 2009, 2011 Hans Burkhard
- 2010, 2012 Daniel Rinner
- 2013, 2014 Gordian Banzer
- 2015 bis 2025 nicht ausgetragen